# آرنه رگنبورن
آرنه رَگنِـبورن (سوئدی: Arne Ragneborn؛ ‏ ۱۳ ژوئیهٔ ۱۹۲۶ – ۵ ژانویهٔ ۱۹۷۸) بازیگر، کارگردان فیلم اهل سوئد بود.
از فیلم‌ها یا سریال‌های تلویزیونی که وی در آن نقش داشته‌است می‌توان به آنیتا: پری زیبای سوئدی و بمبی بیت و من اشاره کرد.